# Madagaszkári ariary
Az ariary Madagaszkár hivatalos pénzneme 2005. január 1-je óta, a frank helyébe lépett. 1 ariary = 5 frank volt az átváltási arány.

## Bankjegyek

### 2017-es sorozat
| Névérték      | Méret       | Szín      | Leírás                               | Leírás              | Dátumok   | Dátumok         | Dátumok     |
| Névérték      | Méret       | Szín      | Előoldal                             | Hátoldal            | nyomtatás | kibocsátás      | visszavonás |
| ------------- | ----------- | --------- | ------------------------------------ | ------------------- | --------- | --------------- | ----------- |
| 100 ariary    | 114 x 60 mm |           | Ambozontany katedrális               |                     | 2017      | 2017 szeptember | forgalomban |
| 200 ariary    | 119 x 63 mm |           | Amber-hegyek vízesései               |                     | 2017      | 2017 szeptember | forgalomban |
| 500 ariary    | 124 x 66 mm |           | Ambohimanga                          |                     | 2017      | 2017 szeptember | forgalomban |
| 1000 ariary   | 129 x 69 mm |           | Kamoro-híd                           |                     | 2017      | 2017 szeptember | forgalomban |
| 2000 ariary   | 134 x 72 mm | olívazöld | lemur                                | trópusi növény      | 2017      | 2017 július     | forgalomban |
| 5 000 ariary  | 139 x 75 mm | vörös     | vízesés a Ranomafana Nemzeti Parkban | hosszúszárnyú bálna | 2017      | 2017 július     | forgalomban |
| 10 000 ariary | 144 x 78 mm | barna     | Ehoala kikötője                      | faragott tárgyak    | 2017      | 2017 július     | forgalomban |
| 20 000 ariary | 149 x 81 mm | kék       | Ambatovyban működő nikkelüzem        | vaníliafa, licsifa  | 2017      | 2017 július     | forgalomban |